# Aguilar de Bureba
Aguilar de Bureba es una localidad y un municipio situados en la provincia de Burgos, comunidad autónoma de Castilla y León (España), comarca de La Bureba, partido judicial de Briviesca, ayuntamiento del mismo nombre.

## Símbolos
El escudo heráldico que representa al municipio fue aprobado en 2003 con el siguiente blasón:

Escudo partido, no en pal sino siniestrado. Primero: En oro, águila de sable, explayada. Segundo: Sobre azur de plata, columna y capitel románicos (caballero con lanza y cabezas al suelo), surmontados al jefe por racimo de sable y hoja de sinople, perfilado de oro. Al timbre, corona real de España.
Boletín Oficial de Castilla y León n.º 190 de 1 de octubre de 2003'

## Geografía
Este municipio se encuentra al norte de la provincia, carretera local BU-V-5116.

## Economía
La actividad económica principal de la localidad es la agricultura, siendo el trigo y derivados su principal y casi único producto como en el resto de la comarca.
Muchos de sus vecinos trabajan en el polígono industrial de la vecina Briviesca.

## Cultura

### Fiestas
Las fiestas patronales de San Guillermo se celebran el último fin de semana de mayo. En estas fiestas se juega a «las chapas». Este juego consiste en lanzar dos monedas antiguas apostando dinero. Las monedas tienen cara y cruz y dependiendo de como caigan gana quien las lanza o quien apuesta contra éste.

### Productos típicos
Antiguamente se producía a nivel familiar un vino joven clarete o chacolí en las bodegas que están excavadas en el pueblo, principalmente en el montículo sobre el que está la iglesia de San Guillermo. Cada familia producía el suficiente para abastecerse todo el año y algún excedente para vender.
En la actualidad por desgracia ya apenas nadie produce estos caldos y quienes lo hacen utilizan uva o mosto comprado en La Rioja, pero aún se puede degustar en las fiestas patronales.

## Demografía
Aguilar de Bureba cuenta con una población de 50 habitantes (INE 2024).
| Gráfica de evolución demográfica de Aguilar de Bureba entre 1842 y 2021                                               |
| |
| Población de derecho según los censos de población del INE. Población de hecho según los censos de población del INE. |

## Historia
Villa, en la cuadrilla de Cameno, una de las siete en que se dividía la Merindad de Bureba perteneciente al partido de Bureba, jurisdicción de realengo con regidor pedáneo.
A la caída del Antiguo Régimen queda constituida como ayuntamiento constitucional del mismo nombre en el partido Briviesca, región de Castilla la Vieja, contaba entonces con 127 habitantes.

### Descripción en el Diccionario Madoz
Así se describe a Aguilar de Bureba en el tomo I del Diccionario geográfico-estadístico-histórico de España y sus posesiones de Ultramar, obra impulsada por Pascual Madoz a mediados del siglo XIX:

AGUILAR DE BUREBA: villa con ayuntamiento, en la provincia, diócesis, audiencia territorial y capitanía general de Burgos (8 leguas), partido judicial de Briviesca (1). Situada en un llano y cercada de pequeñas cuestas por el noreste y sur; mas esto no impide que los vientos la batan con libertad; goza de un cielo alegre y despejado y de clima sano, no aquejando comúnmente a sus habitantes, sino las enfermedades producidas por el cambio de las estaciones. Componen la población 54 casas de un solo piso, mal distribuidas y sin comodidad alguna, y una casa consistorial donde se halla establecida también la escuela de primeras letras, en la que se enseña a los niños de ambos sexos a leer, escribir y contar, la dotación del maestro es convencional con los padres de los alumnos. La iglesia parroquial bajo la advocación de San Guillermo de Aquitania, está servida por dos beneficiados; los huesos del titular se conservan en una ermita que, con el nombre de dicho santo, hay como a 200 pasos de la población en una cuestecita al oeste. Confina el término por N con el de Terrazos a ½ legua, por E con el de Quintanillabón a ¼, por S con el de Briviesca a igual distancia, y por O con el de Quintanabureba a otro cuarto; próximo a las casas se encuentra una fuente de un solo caño, de cuyas escasas aguas se surten los vecinos para sus usos domésticos; el terreno es bastante fértil, y mucha parte de él se halla destinada al cultivo; lo baña el río Ronguilas o Anguilas sobre el que hay 7 pontones de madera, y un arroyo o acequia que toma las aguas de aquél; Caminos, uno carretero que conduce desde Briviesca a Oña, y los demás comunales. Producciones: trigo, cebada, yeros, patatas, habas, lino, cáñamo y chacolí; algún ganado lanar y vacuno. Población: 54 vecinos, 216 almas. Capital productivo: 759.700 reales. Imponible: 73.953. Contribución: 4.429 reales 27 maravedíes.
Diccionario geográfico-estadístico-histórico de España y sus posesiones de Ultramar

## Parroquia
Iglesia católica de la Asunción de Nuestra Señora, dependiente de la parroquia de Los Barrios en el Arcipestrazgo de Oca-Tirón, Archidiócesis de Burgos

Edificio de estilo románico. Fue declarado Bien de Interés Cultural en la categoría de Monumento el 9 de febrero de 1983.